# Jane Birkin

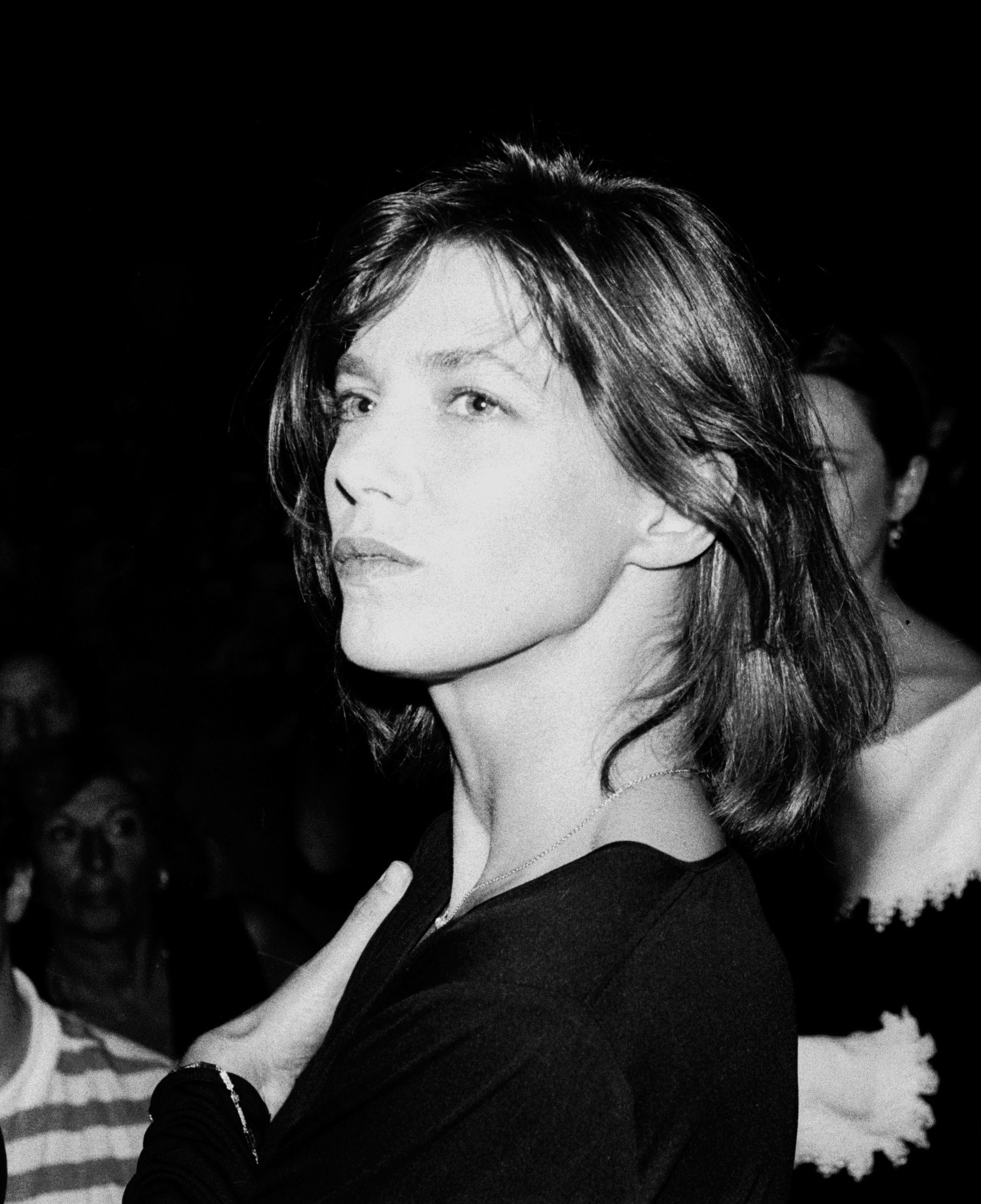
Jane Birkin (1985)

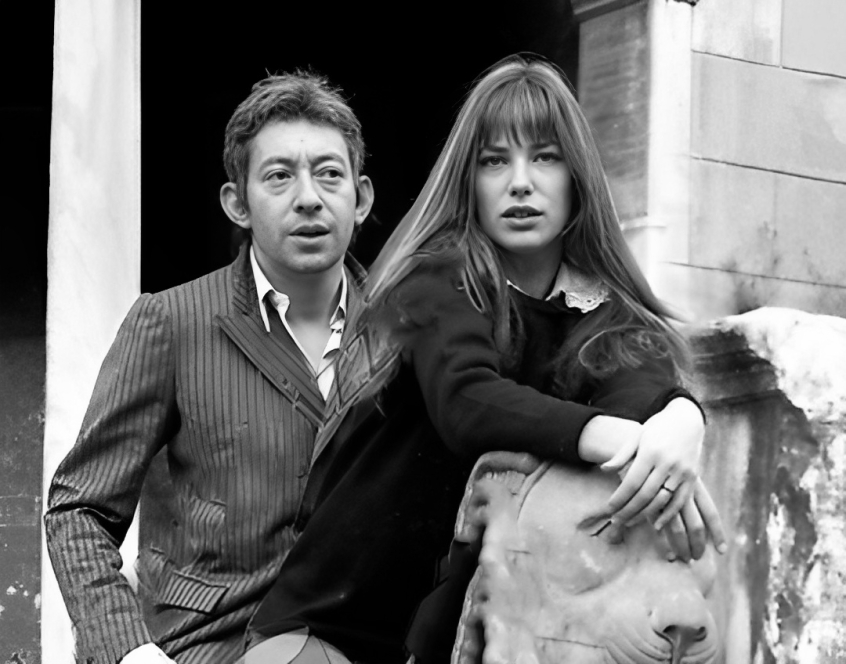
Serge Gainsbourg i Jane Birkin (1976)

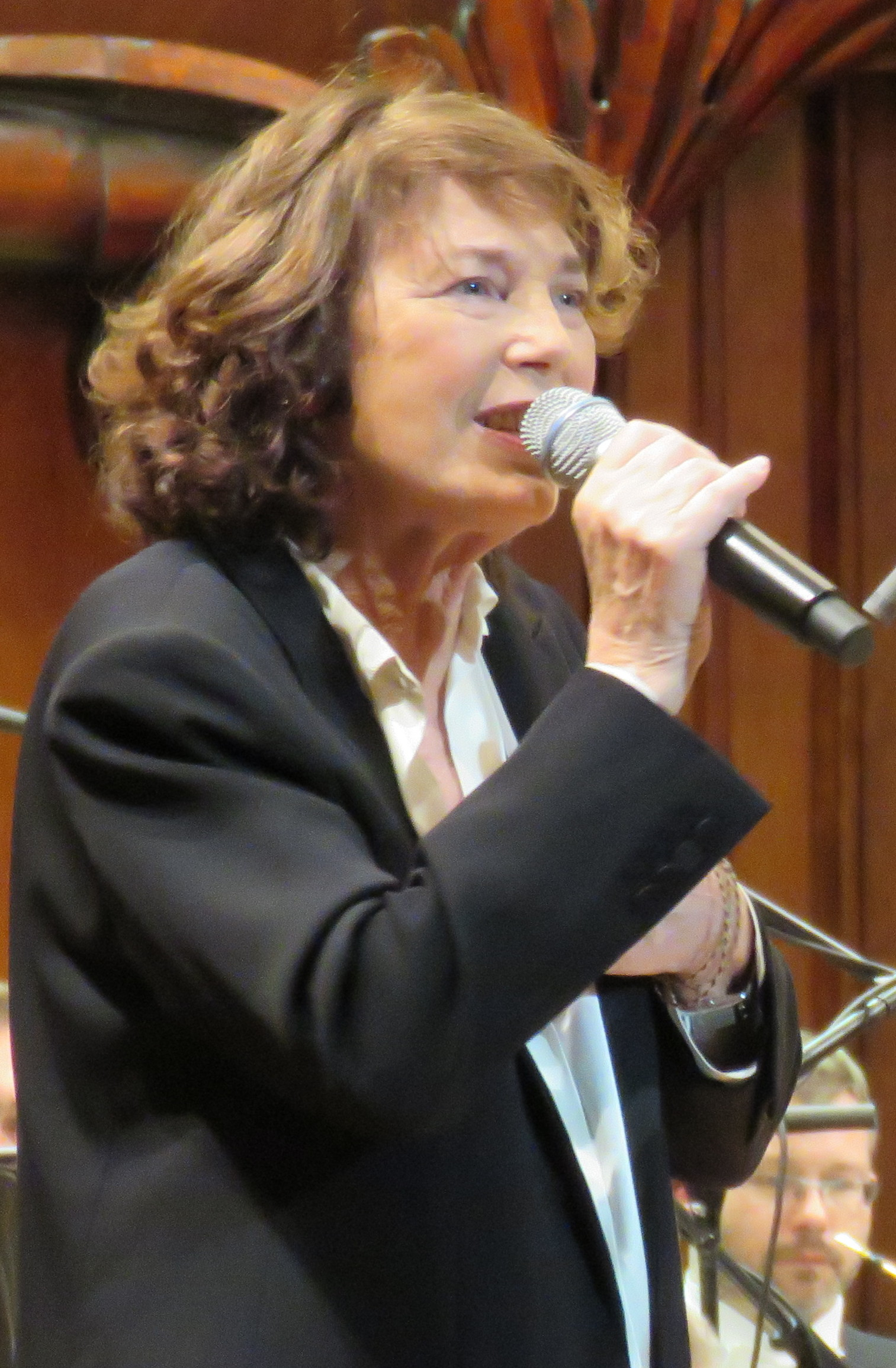
Jane Birkin (2017)

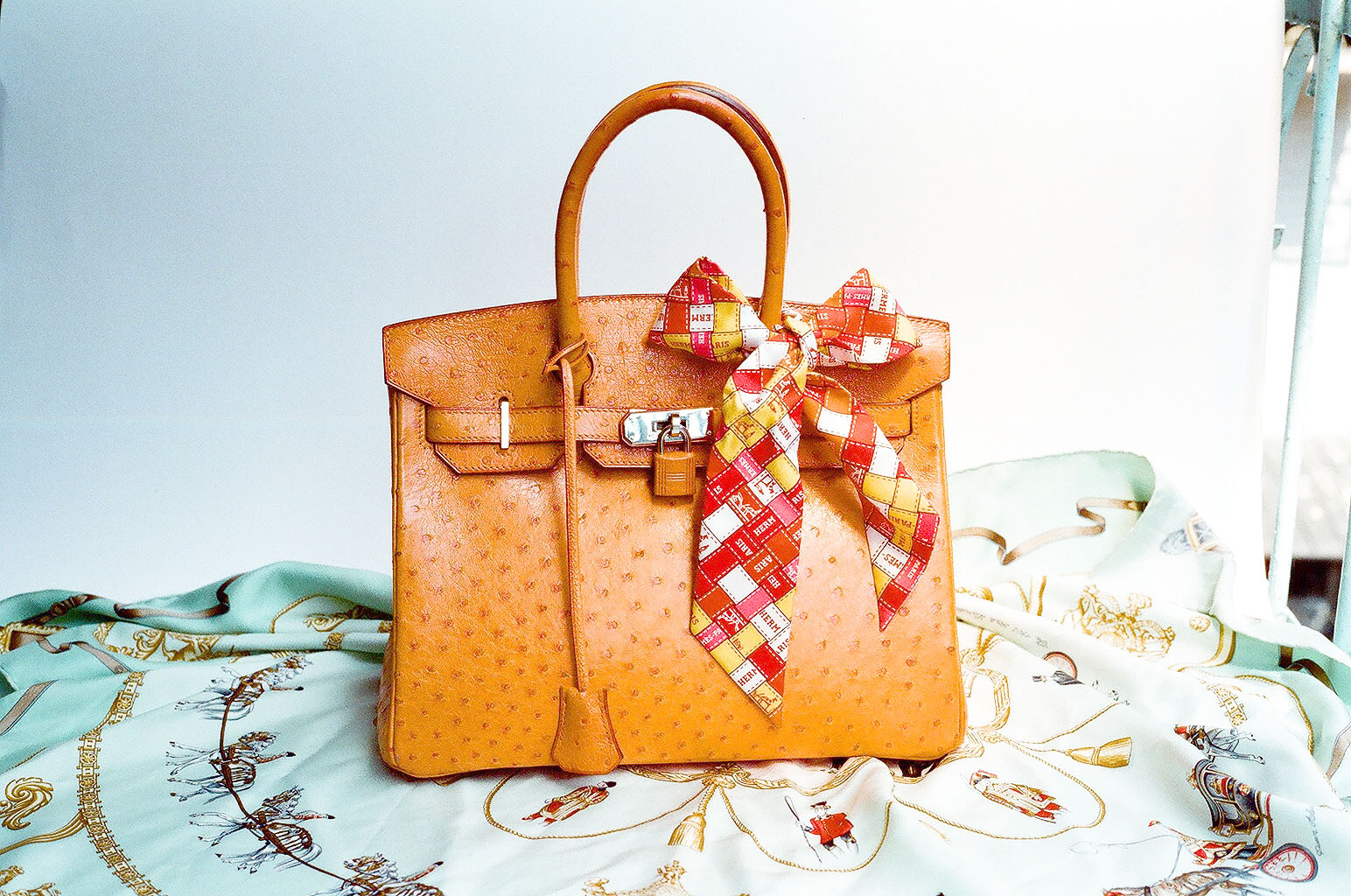
Torebka „Birkin”

Jane Mallory Birkin (ur. 14 grudnia 1946 w Londynie, zm. 16 lipca 2023 w Paryżu) – brytyjska aktorka, piosenkarka, ikona mody lat 60. i 70. XX w. Od końca lat 60. XX w. mieszkała we Francji i tworzyła głównie w języku francuskim.

## Rodzina i edukacja
Urodziła się w Marylebone w Londynie. Jej matka, Judy Campbell (1916–2004), była angielską aktorką. Jej ojciec, David Birkin (1914–1991), podczas II wojny światowej służył w Royal Navy jako nawigator, m.in. jako porucznik (first lieutenant) na MGB 502 w 15. Flotylli Ścigaczy Artyleryjskich (15th Motor Gun Boat Flotilla), uczestnicząc w przerzucie brytyjskich szpiegów przez kanał La Manche do Francji oraz w sprowadzaniu tą drogą do Anglii lotników i zbiegłych jeńców wojennych. Jej starszy brat, Andrew Birkin (ur. 9 grudnia 1945), został scenarzystą i reżyserem.
Uczęszczała do Miss Ironside's School i Upper Chine School. Uczyła się aktorstwa w londyńskiej Kensington Academy.

## Kariera
17 września 1964 roku, jako 18-latka zadebiutowała na scenie Haymarket Theatre w spektaklu Grahama Greene’a Carving a Statue z Ralphem Richardsonem. W 1965 została zaangażowana do komediowego musicalu Passion Flower Hotel w manchesterskim Palace Theatre (premiera 30 lipca 1965), krótko po premierze przeniesionego do londyńskiego Prince of Wales Theatre (od 24 sierpnia 1965). Podczas pracy nad tym przedstawieniem poznała angielskiego kompozytora Johna Barry’ego, jej późniejszego męża.
Karierę filmową rozpoczęła w latach 60. Pierwszą kinową rolą była dziewczyna na motorowerze w komedii Richarda Lestera Sposób na kobiety (en The Knack...and How to Get It, 1965). Przełomem okazał się występ w roli jednej z modelek fotografowanych przez głównego bohatera (David Hemmings) w kontrowersyjnym dramacie Michelangela Antonioniego Powiększenie (Blow-Up, 1966) u boku Sarah Miles i Vanessy Redgrave. W psychodelicznym filmie Wonderwall (1968) z Jackiem MacGowranem wystąpiła jako modelka Penny Lane.
W 1968 wyjechała do Francji, starając się o główną rolę w Sloganie, którą otrzymała, mimo że nie znała języka francuskiego. Na planie satyrycznego melodramatu Slogan (L’amour et l’amour, 1968) poznała starszego od siebie o 18 lat francuskiego piosenkarza Serge’a Gainsbourga. W 1969 zaśpiewali razem skandalizującą miłosną piosenkę „Je t’aime... moi non plus”. Utwór ten ze względu na seksualne podteksty, został zakazany w kilku krajach, co przydało sławy artystom.
W 1973 pojawiła się ponownie na ekranach kin jako kochanka Brigitte Bardot w dramacie Rogera Vadima Gdyby Don Juan był kobietą. W 1975 zagrała główną rolę kelnerki Johnny w dramacie Kocha, nie kocha (Je t’aime... moi non plus) wyreżyserowanym przez Gainsbourga.
Zagrała w ponad 80 filmach, jednak jej role nie spotkały się z aplauzem krytyków. Była trzykrotnie nominowana do nagrody Cezara; w 1985 za główną rolę w La Pirate, w 1987 – za główną rolę w filmie Kobieta mego życia i w 1992 – za drugoplanową rolę w Pięknej złośnicy. Z większą przychylnością spotkała się jej twórczość muzyczna. Wydała 15 albumów, śpiewając charakterystycznym, nieco dziecięcym głosem, przypominającym szept, z ciągle wyraźnym angielskim akcentem.
Odznaczona została m.in. Orderem Imperium Brytyjskiego IV klasy (OBE) oraz francuskim Narodowym Orderem Zasługi (Ordre National du Mérite).
Jej nazwisko stało się popularne również z powodu przypadkowego spotkania z Jeanem-Louisem Dumasem, prezesem francuskiego domu mody „Hermès”, podczas lotu samolotem. Z szafki bagażowej wypadła wtedy zawartość słomkowego koszyka aktorki, co zainicjowało między Birkin a Dumasem dyskusję na temat idealnej skórzanej torby na weekend. Owocem dyskusji był projekt damskiej torebki „Birkin”.
Jane Birkin przewodniczyła jury sekcji „Un Certain Regard” na 53. MFF w Cannes (2000).
W ostatnich latach życia udzielała się charytatywnie, działając m.in. na rzecz ofiar AIDS

## Życie prywatne
16 października 1965 poślubiła brytyjskiego kompozytora Johna Barry’ego. Mieli córkę Kate Barry (ur. 8 kwietnia 1967, zm. 11 grudnia 2013), która została fotografką mody. Para rozwiodła się w 1968.
Przez 12 lat była związana z francuskim kompozytorem Sergem Gainsbourgiem, z którym miała córkę Charlotte Gainsbourg (ur. 21 lipca 1971). Wspólnie wychowywali obie córki Birkin – najstarsza do 13. roku życia, tzn. do rozstania matki i Gainsbourga, żyła w przekonaniu, że jej biologiczny ojciec nie żyje. Burzliwy związek Birkin i Gainsbourga był wielokrotnie tematem z pierwszych stron gazet. Para rozstała się w 1980 z powodu alkoholizmu i wynikających z niego agresywnych zachowań Gainsbourga.
W latach 1980–1992 była związana z francuskim reżyserem Jacquesem Doillonem. 4 września 1982 z tego związku urodziła trzecią córkę Lou Doillon. Gainsbourg został ojcem chrzestnym dziecka.
2 marca 1991 wskutek zawału serca zmarł Serge Gainsbourg, z którym Jane Birkin aż do końca utrzymywała bliskie, przyjacielskie relacje. Kilka dni później zmarł ojciec Birkin.
W latach 90. spotykała się z francuskim pisarzem Olivierem Rolinem.
W 2002 roku zdiagnozowano u niej białaczkę.
11 grudnia 2013 zmarła tragiczne jej najstarsza córka – na skutek upadku z okna swojego apartamentu w Paryżu. Możliwe jest, że Kate Barry popełniła samobójstwo – Birkin poruszyła ten temat m.in. w swoich piosenkach na wydanym w 2020 roku albumie Oh! Pardon tu dormais....
6 września 2021 poinformowano, że Birkin przeszła łagodny udar mózgu.

## Śmierć
Jane Birkin zmarła 16 lipca 2023 w swoim domu w Paryżu w wieku 76 lat. 24 lipca w Kościele Saint-Roch odbyło się nabożeństwo żałobne – transmitowane na ulicznym telebimie zamontowanym w pobliżu świątyni. Później ciało artystki zostało skremowane w zabytkowym krematorium na cmentarzu Père-Lachaise, po czym prochy pochowano na cmentarzu Montparnasse – w grobie jej córki Kate Barry.

## Albumy
- 1969 – Jane Birkin/Serge Gainsbourg
- 1973 – Di Doo Dah
- 1975 – Lolita Go Home
- 1978 – Ex Fan des Sixties
- 1983 – Baby Alone in Babylon
- 1987 – Lost Song
- 1987 – Jane Birkin au Bataclan
- 1990 – Amours des Feintes
- 1992 – Integral au Casino de Paris
- 1996 – Versions Jane
- 1996 – Integral a l'Olympia
- 1999 – A la Legere
- 2002 – Arabesque
- 2004 – Rendez-Vous
- 2006 – Fictions
- 2008 – Enfants d'hiver
- 2017 – Birkin Gainsbourg Le Symphonique
- 2020 – Oh! Pardon tu dormais...

## Filmy
- 1965: Sposób na kobiety (The Knack...and How to Get It) jako dziewczyna na motorowerze (niewymieniona w czołówce)
- 1966: Powiększenie jako blondynka
- 1966: Kalejdoskop jako Exquisite Thing
- 1968: Wonderwall jako Penny
- 1969: Droga do Katmandu jako Jane
- 1969: Basen jako Penelope
- 1969: Slogan jako Evelyne
- 1970: Trop petit mon ami jako Christine Mars/Christine Devone
- 1970: Sex Power jako Jane
- 1970: Alba pagana jako Flora Finlake
- 1971: 19 djevojaka i Mornar jako Milja
- 1972: Trop jolies pour etre honnetes jako Christine
- 1973: Ciemne miejsca jako Alta
- 1973: Gdyby Don Juan był kobietą jako Clara
- 1975: Siedem śmierci na receptę jako Jane Berg
- 1975: Diabli mnie biorą jako Jackie Logan
- 1975: Z przymrużeniem oka jako Ariane Berg
- 1978: Śmierć na Nilu jako Louise Bourget
- 1982: Zło czai się wszędzie jako Christine Redfern
- 1983: Przyjaciel Vincenta jako Marie-Pierre
- 1984: Miłość na ziemi jako Emily
- 1986: Kobieta mego życia jako Laura
- 1991: Piękna złośnica jako Liz
- 1994: De Serge Gainsbourg à Gainsbarre de 1958 – 1991 jako ona sama
- 2000: Kopciuszek jako Mab
- 2013: Quai d’Orsay jako Molly Hutchinson, laureatka literackiej nagrody Nobla